# Zeitgenössisches Theater Warschau

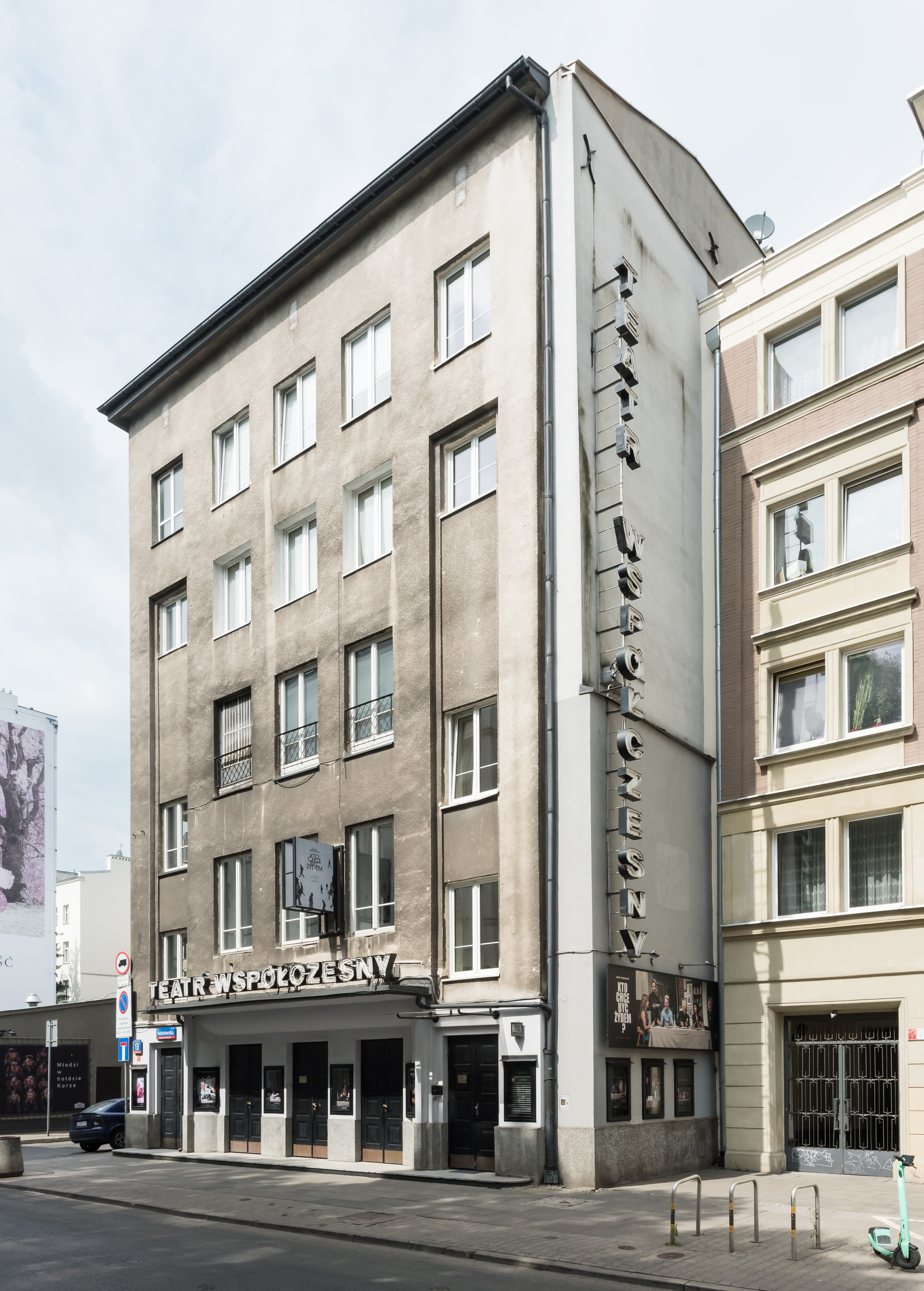
Zeitgenössisches Theater Warschau (2024)

Das Zeitgenössische Theater Warschau (polnisch Teatr Współczesny w Warszawie) ist ein polnisches Theater, das seit 1949 in Warschau wirkt und überwiegend moderne polnische und westliche Kammerspiele und Dramen inszeniert. Das Theater befindet sich an der ul. Mokotowska 13 in Warschau.

## Geschichte

### Kammertheater in Łódź
Das Theater wurde 1945 als Kammertheater des Soldatenhauses (polnisch Teatr Kameralny Domu Żołnierza) in Łódź gegründet. Anfangs leiteten Erwin Axer, Michał Melina, Kazimierz Rudzki und Jerzy Wyszomirski das Theater gemeinsam. Am 10. November 1945 wurde als erstes Stück Pigmalion von George Bernard Shaw unter der Regie von Michał Melina aufgeführt, der kurze Zeit später allein die Leitung übernahm.

### Zeitgenössisches Theater Warschau
Nach der Verstaatlichung aller Theater in der Volksrepublik Polen 1949 wurde das Theater nach Warschau verlegt und in Zeitgenössisches Theater umbenannt. In den ersten Jahren wurde das Theater durch die Inszenierung polnischer Stücke unter der Regie von Erwin Axer bekannt: Niemcy von Leon Kruczkowski 1949, Zwykła Sprawa von Adam Tarn 1950 und Dom z kart von Emil Zegadłowicz 1953. Zwischen 1955 und 1957 stand es kurzzeitig unter einer einheitlichen Direktion mit dem Nationaltheater Warschau. Zu dieser Zeit übernahm der langjährige Regisseur Erwin Axer die Leitung des Theaters. Seit der zweiten Hälfte der 1950er-Jahre wurden westeuropäische Stücke ins Repertoire aufgenommen, wie Czekając na Godota von Samuel Beckett 1957, Biedermann i podpalaczy von Max Frisch 1959 und Kariera Artura Ui von Bertolt Brecht 1962. Zu dieser Zeit spielten Henryk Borowski, Irena Eichlerówna, Tadeusz Fijewski, Tadeusz Łomnicki, Halina Mikołajska, Zofia Mrozowska und Danuta Szaflarska am Theater.
In den 1960er-Jahren erfreute sich das Theater aufgrund seiner dezenten Inszenierungen und Texttreue besonderer Beliebtheit beim Warschauer Bildungsbürgertum. Aufgeführt wurden unter der Regie von Erwin Axer die Stücke Trzy Siostry von Anton Tschechow 1963, Tango von Sławomir Mrożek 1965 und Dochodzenie von Peter Weiss 1966, unter der Regie von Jerzy Kreczmar die Stücke Samoobsługa von Harold Pinter 1962 und Kto się boi Virginii Woolf? von Edward Albee 1965 sowie unter der Regie von Konrad Swinarski die Stücke Czarowna noc und Zabawa von Sławomir Mrożek 1964.
In den 1970er-Jahren verlor das Theater an Relevanz und einige bekannte Schauspieler wie Tadeusz Łominicki und Andrzej Łapicki verließen das Haus. Nichtsdestoweniger ließ Mrożek seine Dramen Szczęśliwe Wydarzenie 1973 und Emigranci 1975 hier uraufführen. Daneben führten Andrzej Wajda mit Play Strindberg von Friedrich Dürrenmatt 1970, Aleksander Bardini mit Pokój na godziny von Pavel Landovksý 1971 und Jan Gabriel Borkman von Henrik Ibsen 1975 sowie Zygmunt Hübner mit Sama słodycz von Ireneusz Iredyński 1973 Gastregie. Einen Erfolg konnte das Theater mit der Inszenierung von Największa świetość von Ion Druță unter der Regie von Maciej Englert 1977 feiern.
1981 übernahm Maciej Englert die Leitung und arbeitete eng mit Krzysztof Zaleski und Janusz Wińsiewski zusammen. Sie verzichteten in ihren Inszenierungen auf eine direkte Bezugnahme zu den politischen Geschehen im Land, wie dem Ausruf des Kriegsrechts. In den 1980er-Jahren wurden weiterhin zeitgenössische Dramen aufgeführt, das Programm wurde jedoch um Komödien und Farcen (Jak się kochają von Alan Ayckbourn 1983) erweitert. Zum wichtigsten Ereignis gehört die Uraufführung des Stücks Mistrz i Małgorzata nach Michail Bulgakow 1986.
In den 1990er-Jahren wurden unter der Regie von Englert und Axer hauptsächlich Kammerspiele und zeitgenössische Stücke aufgeführt. Hierzu zählen 1992 Wdowy und 1994 Miłość na Krymie von Mrożek sowie 1997 U celu von Thomas Bernhard. Auf der Bühne traten u. a. Henryk Bista, Maja Komorowska, Krzysztof Kowalewski, Krzysztof Wakuliński und Zbigniew Zapsiewicz auf.
Seit 2000 arbeitete das Theater mit Agnieszka Glińska zusammen. Zudem inszenierte Englert die polnischen Uraufführungen von Odwrót (The Retreat from Moscow) von William Nicholson 2000 und Wniebowstąpienie nach Tadeusz Konwicki 2003.

## Direktoren
- 1950–1954: Michał Melina
- 1954–1981: Erwin Axer
- seit 1981: Maciej Englert